# Clairemarie Osta
Pour les articles homonymes, voir Osta.
Scènes principales
Opéra national de Paris
Clairemarie Osta, née le 10 juillet 1970 à Nice, est une danseuse française, étoile du Ballet de l'Opéra de Paris.

## Biographie
À l'âge de 5 ans, Clairemarie Osta commence la danse classique à  Nice. 
Puis, à l'âge de 15 ans, elle intègre le Conservatoire supérieur de musique et de danse de Paris sur concours. 
À la suite d'une fracture du pied ses parents lui conseillent de pratiquer les claquettes où elle démontre un talent certain, et, par un concours de circonstances, se voit participer au Championnat de France de claquette qu'elle remporte. 
Ayant remporté le Premier Prix du CNSMDP  dans la classe de Christiane Vaussard en 1987, elle rejoint le corps de ballet de l'Opéra de Paris l'année suivante, après avoir suivi un an d'études à l'École de danse de l'institution.
Clairemarie Osta apparaît dans le documentaire Les Enfants de la danse de Dirk Sanders, qui est sorti en 1989. Dans ce film, on la voit notamment aux côtés d'Aurélie Dupont, qui est promue étoile en 1998.
Rapidement remarquée, elle passe coryphée en 1989 (en présentant des variations de La Belle au bois dormant et de Suite en Blanc), puis sujet en 1990. 
En 1994, elle s'est distinguée au Concours international de ballet de Varna, en remportant la médaille de bronze. En 1997, elle se voit remettre le Prix du public de l'AROP.
Elle est promue première danseuse en 1999, grâce à des extraits du Lac des cygnes et du Grand pas classique.
Clairemarie Osta est nommée étoile le 29 décembre 2002, à l'issue d'une représentation de Paquita (Pierre Lacotte, d'après Marius Petipa).
Le 13 mai 2012, elle fait ses adieux sous des applaudissements soutenus et une pluie de confettis d'or et d'argent lors de la dernière représentation de L'Histoire de Manon de la saison 2011-2012 à l'Opéra Garnier. Un documentaire de 50 minutes, intitulé Les Adieux, a été réalisé à cette occasion. 

Clairemarie Osta est devenue en janvier 2013 directrice des études chorégraphiques au Conservatoire national supérieur de musique et de danse de Paris mais quitte ses fonctions un an plus tard à la suite d'un désaccord avec la direction générale.    
En mars 2014, Clairemarie Osta interprète Mr et Mme Rêve, chorégraphié par Marie-Claude Pietragalla, sur la scène du Grand Rex au côté de Julien Derouault.    
Elle est mariée au danseur étoile de l'Opéra de Paris Nicolas Le Riche. Ils ont deux filles ensemble.

## Répertoire
- Don Quichotte : Kitri, Cupidon, une demoiselle d'honneur, une amie de Kitri
- Carmen : Carmen, chef des brigands
- Le Lac des cygnes : pas de trois, danse napolitaine, un petit cygne
- Giselle : Giselle, pas de deux des vendangeurs
- Les Quatre Tempéraments : Sanguin
- Coppélia : Swanilda, une amie de Swanilda
- La Symphonie fantastique : Gaieté, Papillon
- Casse-Noisette : Clara, Luisa
- La Belle au bois dormant : Aurore, Princesse Florine
- Petrouchka : la poupée, la danseuse des rues
- L'Arlésienne : Vivette
- La Bayadère : Nikiya, Gamzatti, la danseuse Manou, une ombre
- Apollon Musagète : Terpsichore
- Clavigo : Marie
- La Sylphide : Effie, pas de deux des Écossais
- Raymonda : Clémence
- La Dame aux camélias : Marguerite Gautier
- Cendrillon : Cendrillon, une sœur
- Joyaux : émeraudes, rubis
- Paquita : Paquita
- Le Songe d'une nuit d'été : Héléna
- Notre-Dame de Paris : Esméralda
- La Petite Danseuse de Degas : la petite danseuse
- Caligula : la lune
- Les Enfants du Paradis : Nathalie
- Siddharta : l'éveil
- L'Histoire de Manon : Manon
- Mr et Mme Rêve de Marie-Claude Pietragalla et Julien Derouault. : Madame Rêve

## Filmographie
- Clavigo, avec Marie-Agnès Gillot, Nicolas Le Riche, Yann Bridard et les danseurs de l'Opéra de Paris
- Appartement, avec Marie-Agnès Gillot, José Martinez, Nicolas Le Riche et les danseurs de l'Opéra de Paris
- Le Lac des cygnes, avec Marie-Claude Pietragalla, Patrick Dupond et les danseurs de l'Opéra de Paris
- Don Quichotte, avec Aurélie Dupont, Delphine Moussin, Manuel Legris et les danseurs de l'Opéra de Paris
- Joyaux, avec Laëtitia Pujol, Agnès Letestu, Aurélie Dupont, Mathieu Ganio, Emmanuel Thibault et les danseurs de l'Opéra de Paris
- Roméo et Juliette, avec Monique Loudières, Manuel Legris, Charles Jude et les danseurs de l'Opéra de Paris
- Carmen, avec Marie-Agnès Gillot, Dorothée Gilbert, Nicolas Le Riche et les danseurs de l'Opéra de Paris
- La Petite Danseuse de Degas avec Dorothée Gilbert, Elisabeth Maurin, Benjamin Pech, José Martinez, Mathieu Ganio et les danseurs de l'Opéra de Paris.
- Caligula avec Stéphane Bullion, Mathias Heymann, Eleonora Abbagnato et les danseurs de l'Opéra de Paris

Documentaire
- Clairemarie Osta, une étoile dans l'âme, court métrage de Jean-Marie David

## Distinction
- Chevalier de la Légion d'honneur (2012)[7]